# Partido Nacional Cooperatista
El Partido Nacional Cooperatista, Partido Nacional Cooperativista ó Partido Cooperativista Nacional (PNC) fue un partido político mexicano de izquierda que existió desde 1917 hasta 1924.

## Fundación
Fue fundado en 1917 por un grupo de estudiantes liderados por Jorge Prieto Laurens, con el apoyo del  Secretario de Gobernación Manuel Aguirre Berlanga. El PNC fue apoyado principalmente por jóvenes revolucionarios y apoyó las políticas del presidente Venustiano Carranza.
El partido tenía un programa político que incluía los siguientes puntos:
- Fomentar el cooperativismo como solución a los problemas económicos del pueblo.
- Nacionalizar la tierra y las grandes industrias de servicios públicos.
- Impulsar la irrigación y el progreso de las comunicaciones.
- Sustituir el ejército por guardias ciudadanas.
- Ampliar la educación pública y la autonomía de los centros universitarios y técnicos de enseñanza.[3]
- Suprimir la pena de muerte y modificar los códigos penal y procesal.[4]
- Declarar el principio universal de no intervención en el orden internacional.

Algunos sectores vieron al PNC como una refundación del desaparecido Partido Católico Nacional, debido a su apoyo al cooperativismo y al corporativismo.
En esa coyuntura electoral, el PNC alcanzará varios puestos en el Congreso de la Unión. En 1922, se aliará al Partido Laborista Mexicano, al Partido Nacional Agrarista y al Partido Socialista del Sureste para formar la Confederación Nacional Revolucionaria (CNR). La CNR desplazará al Partido Liberal Constitucionalista (PLC) de la dirección de la Comisión Permanente del Congreso de la Unión, la que quedará en manos del PNC.
Para 1923, el PNC se hará de importantes cargos: casi todos los ayuntamientos de la Ciudad de México y la gubernatura de San Luis Potosí, que gana Jorge Prieto Laurens. Además, tendrá mayoría en la XXIX Legislatura Federal. El PNC jugará un papel determinante en la conformación de la XXX Legislatura, ya que quedará en manos de Prieto Laurens el manejo del colegio electoral. Así como obtener las gobernaturas de los estados de: Tamaulipas, Coahuila, Michoacán, Hidalgo, Estado de México, Guanajuato, San Luis Potosí, Puebla, Jalisco y Nuevo León.

## Disolución
El partido apoyó a los presidentes Venustiano Carranza (1917-1920), Adolfo de la Huerta (1920) e inicialmente Álvaro Obregón (1920-1924). Sin embargo, a medida que las diferencias entre Obregón y de la Huerta se hicieron mayores, el PNC eligió a de la Huerta como candidato presidencial para las elecciones de 1924. El partido se convirtió en el principal partido de oposición contra Obregón y numerosos grupos se unieron en torno a de la Huerta y el PNC, desde liberales que criticaban los métodos antidemocráticos del gobierno, anarquistas que lo acusaban de no emprender suficientes reformas revolucionarias, demócratas cristianos que se quejaban de su actitud anticlerical, y grandes terratenientes con la esperanza de recuperar sus propiedades expropiadas.
De la Huerta no esperó a las elecciones y se rebeló en 1923. La rebelión fue rápidamente derrotada por las fuerzas gubernamentales, lo que llevó al final del PNC. Obregón logró que se desconozca a Prieto Laurens como gobernador de San Luis Potosí, lo que aceleró aún más la disolución del partido.
Entre los miembros destacados del partido estaban el escritor Martín Luis Guzmán y el futuro presidente Emilio Portes Gil.

## Presidentes
- General Jacinto B. Treviño (1917-1921)
- Roque González Garza (1921-1922)
- Emilio Portes Gil (1922-1923)